# 제8회 전국동시지방선거 교육의원
다음은 제8회 전국동시지방선거 중 교육의원 선거 부분이다. 교육의원 선거는 제주특별자치도에서만 진행되었으며 총 5석을 선출했다. 

## 선거구
| 선거구               | 선거 지역                                                                               | 비고 |
| -------------------- | --------------------------------------------------------------------------------------- | ---- |
| 제주시 동부 선거구   | 제주시 구좌읍, 조천읍, 우도면, 일도2동, 화북동, 삼양동, 봉개동, 아라동                  |      |
| 제주시 중부 선거구   | 제주시 일도1동, 이도1동, 이도2동, 삼도1동, 삼도2동, 용담1동, 용담2동, 건입동, 오라동    |      |
| 제주시 서부 선거구   | 제주시 한림읍, 애월읍, 한경면, 추자면, 연동, 노형동, 외도동, 이호동, 도두동             |      |
| 서귀포시 동부 선거구 | 서귀포시 남원읍, 성산읍, 표선면, 송산동, 효돈동, 영천동, 동홍동                         |      |
| 서귀포시 서부 선거구 | 서귀포시 대정읍, 안덕면, 정방동, 중앙동, 천지동, 서홍동, 대륜동, 대천동, 중문동, 예래동 |      |

## 선거 결과
|  | 55.69% |

|  | 44.30% |

|  | 54.32% |

|  | 45.67% |

| 제8회 전국동시지방선거제주시 서부 선거구 |        |        |        |        |      |      |  |
|                                          |        |        |        |        |      |      |  |
| 후보                                     | 후보   | 정당   | 득표   | 득표율 | 당락 | 비고 |  |
|                                          | 김창식 | 무소속 | 무투표 | 무투표 | 당선 |      |  |
| 합계                                     | 합계   | 합계   | 0표    |        |      |      |  |

|  | 58.65% |

|  | 41.34% |

|  | 56.54% |

|  | 43.45% |

## 당선자
| 선거구               | 당선자 | 비고 |
| -------------------- | ------ | ---- |
| 제주시 동부 선거구   | 강동우 |      |
| 제주시 중부 선거구   | 고의숙 |      |
| 제주시 서부 선거구   | 김창식 |      |
| 서귀포시 동부 선거구 | 오승식 |      |
| 서귀포시 서부 선거구 | 정이운 |      |